# Art Academy
Art Academy (絵心教室DS?, Egokoro kyōshitsu DS) è un videogioco per imparare a dipingere per il Nintendo DS, console portatile, sviluppato e pubblicato da Nintendo.

## Modalità di gioco
Il gameplay è basato principalmente sulla versione finale di Art Academy, che non ha nulla a che vedere con la versione per DSiWare; è un videogioco di simulazione di formazione d'arte che permette ai giocatori di sviluppare capacità artistiche e tecniche, applicate con strumenti reali e materiali. Il gioco, tuttavia, è dotato di due modalità di gioco, le lezioni (per imparare ad utilizzare tutti gli strumenti e ad imparare le tecniche pittoriche) e la modalità pittura libera, in cui l'utente può cimentarsi senza l'aiuto di nessuno.

## Sviluppo
Art Academy era in origine un gioco di formazione in due parti, intitolate rispettivamente Primo semestre e Secondo semestre, disponibile solo per il download tramite il servizio DSiWare dal 2009; in seguito è stato ripubblicato nel 2010, rendendolo disponibile anche per i possessori di Nintendo DS e Nintendo DS Lite.

## Successore
Il 28 luglio 2012 è stato messo in commercio New Art Academy, creato per sfruttare al massimo le nuove caratteristiche del Nintendo 3DS XL e anche del Nintendo 3DS. Durante l'Electronic Entertainment Expo 2014 viene annunciato lo sviluppo di un nuovo capitolo della serie per Wii U.